# 塔拉 (漫畫)
泰拉（Terra；最初是Tara；又稱土石女）是美國DC漫畫發行的三個虛構的超級英雄的名字。第一個是泰拉·馬可夫（Tara Markov）是一種反英雄，由馬文·沃爾夫門 (Marv Wolfman)和喬治·佩雷斯（GeorgePérez）創造。首次在《新少年泰坦》（第一卷）＃26（1982年12月）中首次亮相。
第二個Terra是泰拉·馬可夫（Tara Markov）的分身，於《新泰坦》（New Titans）#79上首次亮相（1991年9月），由馬夫·沃爾夫曼（Marv Wolfman）和湯姆·格魯梅特（Tom Grummett）創作。
第三個Terra，Atlee，首次亮相於《女超人》＃12（2007年1月），由吉米·帕爾米奧蒂 (Jimmy Palmiotti)，賈斯汀·格雷 (漫畫家)（Justin Gray）和阿曼達·康納（Amanda Conner）創作。

## 其他媒體

### 劇集
- 《少年悍將》
- 《少年悍將GO！》
- 《少年正義聯盟》：第三季登場。

### 電影
- 2016年動畫電影《正義聯盟大戰少年悍將》
- 2017年動畫電影《少年泰坦：猶大契約》由克莉絲汀娜·蕾奇配音[2]
- 2019年動畫電影《少年悍將GO！大戰少年悍將》不說話客串

## 資料來源
1. ↑  Cowsill, Alan; Irvine, Alex; Korte, Steve; Manning, Matt; Wiacek, Win; Wilson, Sven. . DK Publishing. 2016: 305. ISBN 978-1-4654-5357-0.
2. ↑  Kit, Borys. . The Hollywood Reporter. January 19, 2017  [2020-05-13]. （原始内容存档于2017-01-20）.